# Orimarga yakushimana
Orimarga yakushimana là một loài ruồi trong họ Limoniidae. Chúng phân bố ở miền Cổ bắc.